# Stittsville
 (mars 2018).
Si vous disposez d'ouvrages ou d'articles de référence ou si vous connaissez des sites web de qualité traitant du thème abordé ici, merci de compléter l'article en donnant les références utiles à sa vérifiabilité et en les liant à la section « Notes et références ».
Stittsville est une ancienne ville dorénavant considérée comme un quartier de la partie ouest d’Ottawa. Elle fut une ville indépendante de 1866 à 2001, année de sa fusion avec Ottawa.